# Grumichella aequiunguis
Grumichella aequiunguis är en nattsländeart som beskrevs av Oliver S. Flint Jr. 1983. Grumichella aequiunguis ingår i släktet Grumichella och familjen långhornssländor. Inga underarter finns listade i Catalogue of Life.